# Ulica Kącik w Krakowie
Ulica Kącik – ulica w Krakowie, w dzielnicy XIII Podgórze, w Podgórzu. W średniowieczu przechodziła tędy droga do Niepołomic i Mogiły. Ulica powstała pod koniec XIX w. Nazwa uzasadniona położeniem w kąciku, jest wymieniona po raz pierwszy w 1880 roku, oficjalnie została zatwierdzona dopiero w 1926 roku.
Zabytkowy dom pod nr 10 z 1889 roku został ujęty w Gminnej Ewidencji Zabytków Krakowa. Zaprojektował go Stanisław Serkowski.
W roku 1921 budynek pod nr 2 (5) został siedzibą krakowskiego zboru Badaczy Pisma Świętego, w którym mieściła się również ich sala zebrań.
W latach 1941–1943 ulica znajdowała się na terenie getta krakowskiego, będąc jednocześnie częścią jego północnej granicy. Pomiędzy ulicą Kącik i narożnym budynkiem przy pl. Zgody (obecny Plac Bohaterów Getta) istniała jedna z czterech bram prowadzących do tego getta (brama nr IV).
W 1979 roku w pobliżu ulicy Kącik uruchomiono na linii kolejowej nr 91 przystanek Kraków Zabłocie. Pod linią kolejową przebiega tunel pieszy łączący ul. Kącik i ul. Traugutta z ul. Lipową.